# Lista de obras de arte na Linha 1 do Metrô de São Paulo

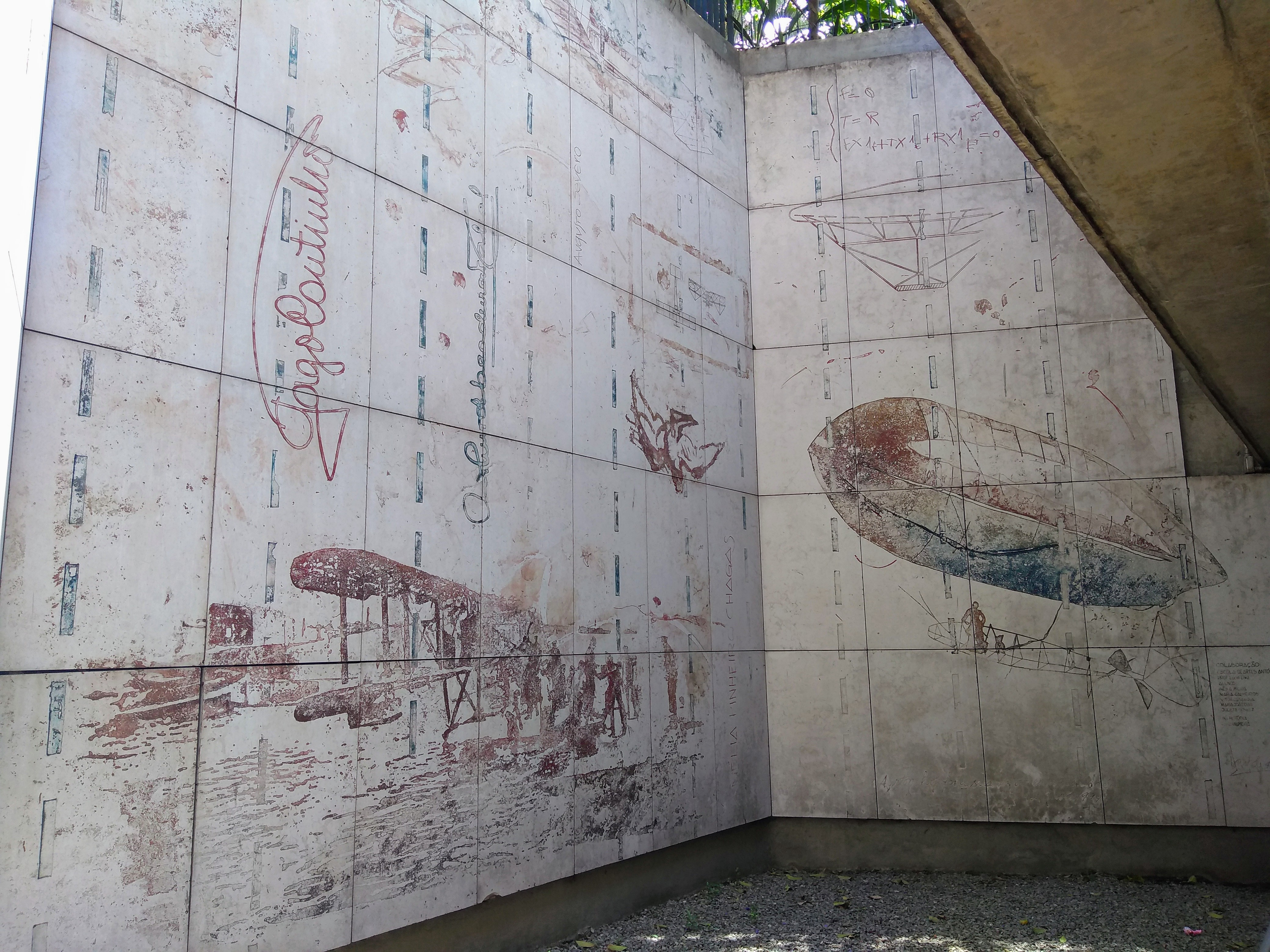
O painel tríptico, As Vias do Céu autoria de David de Almeida, intercâmbio cultural entre o Metrô de São Paulo e o Metrô de Lisboa.

Lista de obras de arte instaladas na Linha 1 do Metrô de São Paulo também conhecida como Linha Azul, que fazem parte do Acervo da Companhia do Metropolitano de São Paulo - Metrô, chamada Arte no Metrô. 
O Metrô de São Paulo mantem um programa de visitação monitorada conhecido como Museu Subterrâneo – Levando cultura, transportando emoções, com quatro roteiros distintos e saídas das estações: Ana Rosa, República e Sé. As visitas ocorrem aos finais de semana mediante inscrição, com datas e horários previamente divulgados. 

## Lista de obras
| Imagem | Título                                                | Artista                                       | Ano de criação | Gênero        | Material                                           | Dimensões                                                | Estação                                                |
| ------ | ----------------------------------------------------- | --------------------------------------------- | -------------- | ------------- | -------------------------------------------------- | -------------------------------------------------------- | ------------------------------------------------------ |
|        | Ogô                                                   | Tatti Moreno                                  | 1999           | escultura     | aço polietileno                                    | 3,3 m (largura), 7 m (altura)                            | Estação Tucuruvi (jardim externo)                      |
|        | A Semente                                             | Renato Brunello                               | 1999           | escultura     | mármore                                            | 1,35 m (largura), 1,7 m (altura) 1,4 m (profundidade)    | Estação Tucuruvi (mezanino)                            |
|        | Construção de São Paulo                               | Maria Bonomi                                  | 1998           | mural         | concreto moldado                                   | 6 m (largura), 3 m (altura)                              | Estação Jardim São Paulo-Ayrton Senna (plataforma)     |
|        | Vôo de Xangô                                          | Gilberto Salvador                             | 1999           | escultura     | Aço pintado com tinta epóxi                        | 20 m (largura), 4 m (profundidade), 6 m (altura)         | Estação Jardim São Paulo-Ayrton Senna (jardim externo) |
|        | Sem título                                            | Maurício Nogueira Lima                        | 1990           | painel        | tinta acrílica placas de fibrocimento              | 1,4 m (altura), 100 m (comprimento), 140 m2              | Estação Santana (corredor de acesso às plataformas)    |
|        | Sem título                                            | Odiléa Toscano                                | 1990           | mural         | tinta acrílica concreto                            | 30 m2                                                    | Estação Santana (mezanino)                             |
|        | Sem título                                            | Odiléa Toscano                                | 1990           | mural         | Tinta acrílica                                     | 2,1 m (altura), 18 m (comprimento)                       | Estação Santana (corredor de acesso à plataforma)      |
|        | Memorial Armênia                                      | Josely Carvalho                               | 1995           | instalação    | cerâmica vidro jateado luz água                    | 1,1 m (largura), 3,66 m (altura)                         | Estação Armênia (jardim externo)                       |
|        | Sem Título (Série Orgânica)                           | Akinori Nakatani                              | 2012           | escultura     | cerâmica de alta temperatura                       | 0,81 m (largura), 0,79 m (profundidade), 1,22 m (altura) | Estação Tiradentes (mezanino)                          |
|        | Inscrever os Direitos Humanos na Estação Luz do Metrô | Françoise Schein                              | 2010 2011      | painel        | Pintura sobre azulejo                              | 32 m² (2010) 102 m² (2011)                               | Estação Luz (mezanino)                                 |
|        | Sem título                                            | Maurício Nogueira Lima                        | 1990           | mural         | tinta acrílica placas de fibrocimento              | 450 m2                                                   | Estação São Bento (acesso à estação)                   |
|        | Sem título                                            | Odiléa Toscano                                | 1990           | painel        | Tinta acrílica Tinta sintética chapas de metal     | 350 m2                                                   | Estação São Bento (plataforma na direção Tucuruvi)     |
|        | Sem título                                            | Odiléa Toscano                                | 1990           | painel        | Tinta acrílica Tinta sintética chapas de metal     | 350 m2                                                   | Estação São Bento (plataforma na direção Jabaquara)    |
|        | Pós-80                                                | Hironobu Kai                                  | 1988           | pintura       | técnica mista sobre tela                           | 1,15 m (largura), 1,8 m (altura)                         | Estação Japão-Liberdade (mezanino)                     |
|        | Sem título                                            | Hisae Sugishita                               | 1988           | pintura       | tinta acrílica                                     | 1,15 m (largura), 1,8 m (altura)                         | Estação Japão-Liberdade (mezanino)                     |
|        | Paralelepípedo                                        | Mário Noburo Ishikawa                         | 1988           | pintura       | técnica mista                                      | 1,15 m (largura), 1,8 m (altura)                         | Estação Japão-Liberdade (mezanino)                     |
|        | Projeto para uma Paixão sem Fim                       | Milton Sogabe                                 | 1988           | pintura       | nanquim tinta acrílica                             | 1,15 m (largura), 1,8 m (altura)                         | Estação Japão-Liberdade (mezanino)                     |
|        | O imigrante (o primeiro a desembarcar)!!!             | Oscar Satio Oiwa                              | 1988           | pintura       | esmalte sintético                                  | 1,15 m (largura), 1,8 m (altura)                         | Estação Japão-Liberdade (mezanino)                     |
|        | Sem Título                                            | Toshifumi Nakano                              | 1988           | pintura       | tinta acrílica                                     | 1,15 m (largura), 1,8 m (altura)                         | Estação Japão-Liberdade (mezanino)                     |
|        | Sem Título                                            | Yae Takeda                                    | 1988           | pintura       | tinta acrílica                                     | 1,15 m (largura), 1,8 m (altura)                         | Estação Japão-Liberdade (mezanino)                     |
|        | Momento História                                      | Laerte Yoshiro Orui                           | 1988           | pintura       | técnica mista sobre tela                           | 1,15 m (largura), 1,8 m (altura)                         | Estação Japão-Liberdade (mezanino)                     |
|        | Bad Moon                                              | Lúcio Yutaka Kume                             | 1988           | pintura       | tinta acrílica                                     | 1,15 m (largura), 1,8 m (altura)                         | Estação Japão-Liberdade (mezanino)                     |
|        | Tempo I                                               | Ayao Okamoto                                  | 1988           | pintura       | papel de arroz tinta acrílica cola lápis verniz    | 1,15 m (largura), 1,8 m (altura)                         | Estação Japão-Liberdade (mezanino)                     |
|        | Sem título                                            | Carlos Alberto Yasoshima                      | 1988           | pintura       | tinta acrílica pastel seco                         | 1,15 m (largura), 1,8 m (altura)                         | Estação Japão-Liberdade (mezanino)                     |
|        | O Paraiso                                             | Betty Milan                                   | 1995           | painel/poesia | chapa galvanizada tinta dourada                    | 9,6 m (largura), 6 m (altura)                            | Estação Paraíso (acesso à Praça Santa Generosa)        |
|        | Equilíbrio                                            | Renina Katz                                   | 1989           | escultura     | mármore                                            | 1,4 m (altura), 1,60 m (comprimento)                     | Estação Paraíso (Plataforma)                           |
|        | Gente, Viagem, Mente                                  | Leilah Costa                                  | 2008           | painel        | vidro colorido                                     | 3,71 m (altura), 4,79 (comprimento)                      | Estação Vila Mariana (plataforma)                      |
|        | São Paulo Viva                                        | Isabelle Tuchband Verena Matzen Paula Pedrosa | 1996           | mural         | cerâmica pintada                                   | 1,2 m (largura), 5,4 m (altura)                          | Estação Santa Cruz (acesso à estação)                  |
|        | As Vias do Céu                                        | David de Almeida                              | 1994           | painel        | pedra gravada a ácido pintura com tinta automotiva | 12,3 m (largura), 5,6 m (altura)                         | Estação Conceição (acesso ao mezanino)                 |
|        | As Vias da Água                                       | David de Almeida                              | 1994           | painel        | pedra gravada a ácido pintura com tinta automotiva | 12,3 m (largura), 5,6 m (altura)                         | Estação Conceição (acesso ao mezanino)                 |
|        | Sem título                                            | Odiléa Toscano                                | 1990           | mural         | tinta acrílica concreto                            | 2,96 m (altura), 4,85 m (comprimento)                    | Estação Jabaquara (acesso à plataforma de embarque)    |
|        | Sem título                                            | Odiléa Toscano                                | 1990           | mural         | tinta acrílica concreto                            | 2,96 m (altura), 4,85 m (comprimento)                    | Estação Jabaquara (plataforma de embarque)             |
|        | Sem título                                            | Renina Katz                                   | 1991           | painel        | tinta acrílica painel de fibro cimento             | 1,4 m (altura), 110 m (comprimento)                      | Estação Jabaquara (mezanino)                           |